# Dragon Attack
A Dragon Attack a második dal a brit Queen rockegyüttes 1980-as The Game albumáról. A szerzője Brian May gitáros volt. 1980 elején, miközben Münchenben dolgoztak az album dalain, rengeteget mulattak éjszakánként. Egy ilyen alkalommal, a Sugar Shack klubból hazajövet, részegen, harminc perces örömzenélés folyamán rögzítették. A szöveg, amely feltételezések szerint Freddie Mercury kokainhasználatára utal, meg is említi a klubot.
A dal ritmusvezérelt funk rock, amelyben helyet kaptak May rockos gitárszólói is. Inkább közös szerzemény, de az együttesen belüli szabály szerint azt jelölték szerzőnek, aki a szöveget írta. Kísérletező kedvükben sok helyen szalaghurokról ismétlődő hangokat használtak.
1980. augusztus 22-én az „Another One Bites the Dust” kislemez B oldalára került. 1980 és 1982 között rendszeresen játszották a „Now I’m Here” közepén, majd 1984 és 1985 között a saját jogán is, a „Now I’m Here” előtt. Felkerült a 2002-es Queen on Fire – Live at the Bowl koncertalbumra és koncertfilmra, és a 2007-es Queen Rock Montreal koncertfilmre. May játszotta a szólókoncertjein, és a Queen + Paul Rodgers koncertek során is előadták.
A The Washington Post szerint heavy metal/rock and roll próbálkozás, nem rendelkezik egyetlen olyan tulajdonsággal sem, amely megkülönböztetné a több száz másik együttes dalától. A Sounds szerint jó példa az együttes anyagias hozzáállására: „szinkópált gitársikolyok kanyargós labirintusa, és érthetetlen szöveg.”
Jeff Scott Soto, a svéd Talisman együttes énekese feldolgozta 1994-es Love Parade című szólóalbumán. 2012-ben a Testament amerikai thrash metal együttes dolgozta fel Dark Roots of Earth című albumán bónusz dalként.

## Közreműködők
- Ének: Freddie Mercury
- Háttérvokál: Queen

Hangszerek:
- Roger Taylor: dob
- John Deacon: basszusgitár
- Brian May: elektromos gitár